# Dzjumi
Dzjumi (georgiska: ჯუმი) är ett vattendrag i Georgien. Det ligger i regionen Megrelien-Övre Svanetien, i den västra delen av landet.